# Untriuni
L'Untriuni o untriunium (símbol Utu) és el nom sistemàtic donat per la IUPAC a l’hipotètic element químic amb Nombre atòmic 131.
Aquest element del 8è període de la taula periòdica pertanyeria a la família dels superactínids i formaria part dels elements del bloc g. La seva configuració electrònica seria, per aplicació de la regla de Klechkowski, [Og] 8s² 5g11, però es va calcular, tenint en compte les correccions induïdes per la cromodinàmica quàntica i la distribució relativista de Breit-Wigner (en), en particular en la forma [Og] 8s² 8p² 6f³ 5g⁶, o [Og] 8s² 8p² 6f² 5g7 pel mètode Dirac-Fock-Slater.
A mesura que s’allunya de l'illa d’estabilitat (no superior a Z ≈ 127), els àtoms sintetitzats haurien de ser extremadament inestables, fins al punt que Z ≈ 130 se cita amb freqüència com a límit "experimental". A l'existència pràctica d'aquests elements; per tant, no és segur que l'element 131 es pugui detectar algun dia amb eficàcia.